# August Garlichs
August Garlichs (* 19. Februar 1694 in Kniphausersiel; † 19. Oktober 1754 in Heppens) war Regierungsrat und Deichgraf im Jeverland. Er erstellte erstmals eine Karte der Deiche und sonstigen Schutzeinrichtungen der Region und wirkte am Grenzvergleich zwischen dem Fürsten von Anhalt-Zerbst und dem König von Dänemark mit.

## Herkunft und Werdegang
Garlichs war das einzige Kind von Diedrich (auch: Dietrich, Dierk) Garlichs (1651–1723), einem Landgutbesitzer, Kaufmann und Kirchenjurat in Fedderwarden, und dessen dritter Ehefrau Anna Maria von Lindern († 1694). Er war ein Halbbruder des Diedrich Garlichs (1679–1759) aus der ersten Ehe seines Vaters und wuchs auf dem elterlichen Hof auf, übernahm den Hof aber nicht, sondern studierte an der Universität Wittenberg unterstützt durch seinen wohlhabenden Halbbruder Rechtswissenschaften, promovierte bereits mit 21 Jahren und wurde Regierungsrat im Dienste der Herrschaft Jever. Seit spätestens im Jahr 1718 wohnte er in Jever.

## Deichgraf
Garlichs wurden dabei die Aufgaben eines Deichgrafs übertragen. Als solcher leitete er mehrere Bedeichungen. Zeitgenossen beschrieben als Besonderheit, dass er diese Arbeiten regelmäßig vor Ort überwachte und den Zustand der Schutzanlagen in häufigen Inspektionsreisen erfasste und das Ergebnis dokumentierte. Als Ergebnis seines Wissens verfasste er mit Unterstützung durch Albert Brahms 1730 erstmals einen „Deichband“ dieser Gegend, eine Darstellung mitsamt Karten der Schutzeinrichtungen und detaillierten Verbesserungsvorschlägen für die einzelnen Deichabschnitte, von der es später hieß, dass sie

„nur in seltenen Manuscripten vorhanden ist, aber für jeden, der mit dem Deichwesen in näherer oder entfernterer Verbindung steht, von der größten Brauchbarkeit seyn soll“

## Grenzvergleich
Wie die Deichkarten, die Brahms in seinem Bereich anfertigte, war auch der durch Garlichs angefertigte „Deichband“ Grundlage für einen Grenzvergleich zwischen dem für die Herrschaft Jever zuständigen Fürsten von Anhalt-Zerbst und dem nördlich davon zuständigen König von Dänemark. Nach jahrzehntelangen Verhandlungen, die immer wieder zwischenzeitliche Geländeverluste durch Ausdeichungen nach Sturmfluten wie der von den Jahren 1717 und 1721 und Geländegewinne durch Eindeichungen berücksichtigen mussten, wurde der „Hauptvergleich“ nach Verbesserung der Deiche schließlich 1743 ratifiziert. Namentlich auch „Deichinspektor Garlichs [machte] sich um diese Arbeiten besonders verdient“.

## Deicharbeiter-Aufstand im Sophiengroden
Garlichs wird als entscheidende Figur in einem Aufstand (ostfriesisch „Laway“) von Deicharbeitern („Koyerern“) genannt, der im Sophiengroden an der Harlebucht stattgefunden haben soll und Vorlage zweier Schauspiel-Werke wurde: des Theaterstücks von Oswald Andrae (Erstaufführung Oldenburgisches Staatstheater 1983) und des Musicals von Armin Tacke (Regie) und Sebastian Venus (Musik) (Erstaufführung 2005 open air bei Dangast)
Der Aufstand fand tatsächlich und nach der Darstellung in diesen Stücken allerdings erst im Jahr 1765 statt, und die Verfasser räumen denn auch ein, dass die „Quellenlage nur dürftig gewesen“ sei. Richtig ist immerhin, dass auch zur Zeit von Garlichs der Deichbau für die Obrigkeit an der Küste ein einträgliches Geschäft war. Auf diese Art neu gewonnenes Land konnte an die Bauern teuer verpachtet werden. Während damals in Aurich und im Oldenburger Land vorwiegend Strafgefangene für den Bau der Deiche eingesetzt wurden, mussten im Jeverland meist einheimische Bauern als Tagelöhner die schwere Arbeit verrichten. Nicht selten starben sie an Malaria, Entkräftung und Hunger. Aber über Brahms, nicht Garlichs, beklagten sich deichpflichtige Bauern 1749 und 1750 bei der Regierung in Jever. Und zwar wurden tatsächlich um 1765 an der Harlebucht größere Flächen durch Eindeichung dem Meer abgerungen – aber nicht der Sophiengroden, sondern der benachbarte Friedrichs- und der Friedrich-Augusten-Groden. So fand auch der Streik von etwa 1800 Deicharbeitern auf dem Friedrich-August-Groden statt und wurde am 2. Juli 1765 durch Einsatz preußischer Soldaten aus Emden niedergeschlagen, wobei es aber keine Toten gab. Beide Kunstwerke verknüpfen also hinsichtlich Zeit und Tätigkeit von Garlichs und Brahms historisch zutreffende Daten mit der künstlerischen Freiheit entspringenden Abweichungen.

## Nachkommen
Garlichs heiratete in erster Ehe im Jahr 1717 Helene Lucia Boycken, Tochter des Johann Siegmund Boycken, Bürgermeisters (1690–1692) von Jever, die 1724 verstarb. In zweiter Ehe heiratete er Icke Margret, Tochter eines Garlich Dirks, verwitwete von Harlem. Aus diesen Ehen entstammen mindestens drei Kinder, darunter Diedrich August, Antoinette Elisabeth (* 1719) und Johann Heino (* 4. März 1727). Letzterer wurde wie sein Vater Regierungsrat in Jever. Der dritten Ehe entstammt Johanne Charlotte Louise (1739–1806). Sie war mit dem Amtsrichter und Konsistorialrat Johann Heinrich Große (1729–1781) verheiratet. Das Grabmal steht in Moorwarfen. August Garlichs starb 1754 „bey Gelegenheit einer Deichinspectionsreise, in einem Häuptlingshause, nahe am Banterwierth, wo er plötzlich erkrankte und rasche endete“, also noch vor seinem deutlich älteren Halbbruder Diedrich, der ihn als Erben vorgesehen hatte.